# Wattleup
Wattleup är en del av en befolkad plats i Australien. Den ligger i regionen City of Cockburn och delstaten Western Australia, omkring 24 kilometer söder om delstatshuvudstaden Perth. Antalet invånare är 842.
Runt Wattleup är det ganska tätbefolkat, med 207 invånare per kvadratkilometer.. Närmaste större samhälle är Rockingham, omkring 15 kilometer sydväst om Wattleup. 
Runt Wattleup är det i huvudsak tätbebyggt. Genomsnittlig årsnederbörd är 1 018 millimeter. Den regnigaste månaden är maj, med i genomsnitt 176 mm nederbörd, och den torraste är februari, med 9 mm nederbörd.